# Gala (jabłoń)
Jabłoń domowa 'Gala' – odmiana uprawna (kultywar) jabłoni domowej (Malus domestica 'Gala'), należąca do grupy odmian zimowych, otrzymana przez J.H. Kidda sadownika z Nowej Zelandii. Powstała ze skrzyżowania odmian "Kidd's Orange Red" i "Golden Delicious". Swoją nazwę otrzymała w 1962 roku i wtedy też została wprowadzona do uprawy. Początkowo była traktowana jako odmiana lokalna, gdyż uprawiano ją wyłącznie w Nowej Zelandii. Z czasem zaczęto ją sadzić również w innych krajach, np. w Brazylii, gdzie zaczęto uprawiać tę odmianę na skalę światową, w Europie Zachodniej i w Ameryce Północnej.
W Polsce w nasadzeniach kolekcyjnych znalazła się pod koniec lat 60. XX wieku. Wkrótce dołączono ją do doświadczeń odmianowo-porównawczych, w których została oceniona negatywnie ze względu na drobne owoce i małą atrakcyjność rynkową (w tym czasie w Polsce preferowana była odmiana "McIntosh"). Dodatkową przeszkodą była wielkość owoców, gdyż zarówno producenci, jak i konsumenci, poszukiwali odmian o dobrze wyrośniętych owocach. Dopiero przykład innych krajów europejskich oraz pojawienie się mutantów odmiany "Gala" wpłynął na polskich sadowników. Wynikiem tego było wpisanie tej odmiany w 1992 roku do polskiego Rejestru Odmian.

## Drzewo Gali

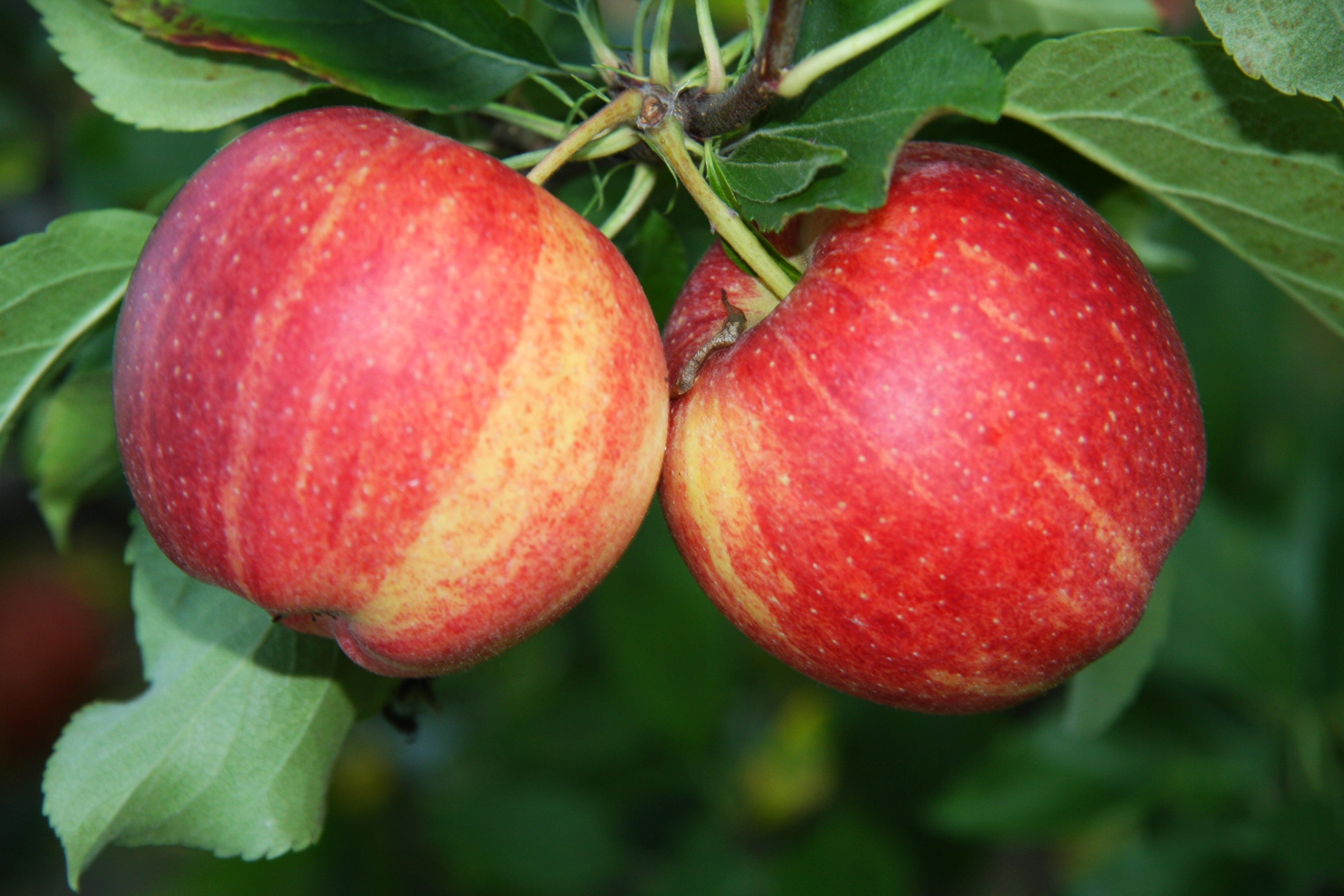
Owoce Royal Gali w okresie zbioru

Drzewa Gali są łatwe do formowania w sadzie. Tworzą korony szeroko stożkowate, początkowo średnio zagęszczające się, o konarach pokrytych licznymi krótkopędami. Wraz z wiekiem stają się bardziej gęste i konieczne jest ich właściwe cięcie. Drzewa tej odmiany mogą mieć różnego typu korony, gdyż raz uformowane konary nie mają tendencji do obwisania czy ogałacania się. Konstrukcja korony jest stabilna, a konary odchodzą od przewodnika pod szerokimi kątami. Gala znana jest ze skłonności do nadmiernego owocowania, dlatego zaleca się przerzedzanie zawiązków. Wpływa to na wygląd i wielkość owoców.

## Pora kwitnienia
Gala kwitnie stosunkowo późno w porównaniu do innych odmian i dlatego jest mniej narażona na wiosenne przymrozki. Gala, jak również inne uprawne odmiany jabłoni, wymaga zapylaczy, którymi mogą być m.in.: 'Braeburn', 'Elise', 'Elstar', 'Golden Delicious'. Gala jest również dobrym zapylaczem dla innych odmian, ponieważ ma obfitą produkcję pyłku i długi okres kwitnienia.

## Owoc
Owoce Gali są stożkowate lub stożkowatoowalne. Przy kielichu da się zauważyć żebrowania. Jabłka dobrze wykolorowane, pokryte marmurkowo-pomarańczowym, pomarańczowo-czerwonym, jaskrawym rumieńcem, skórka jest gładka. Owoce mają jedną widoczną wadę, jest nią skłonność do pękania przy szypułce, dzieje się tak, kiedy dojrzałe owoce wiszą zbyt długo na drzewach, bądź w czasie obfitych deszczy. Takie owoce nie nadają się do przechowywania. Gala jest gotowa do zbioru w 2 lub 3 dekadzie września. Owoce nieuszkodzone dobrze przechowują się w chłodni zwykłej i chłodni z kontrolowaną atmosferą.

## Mutanty Gali

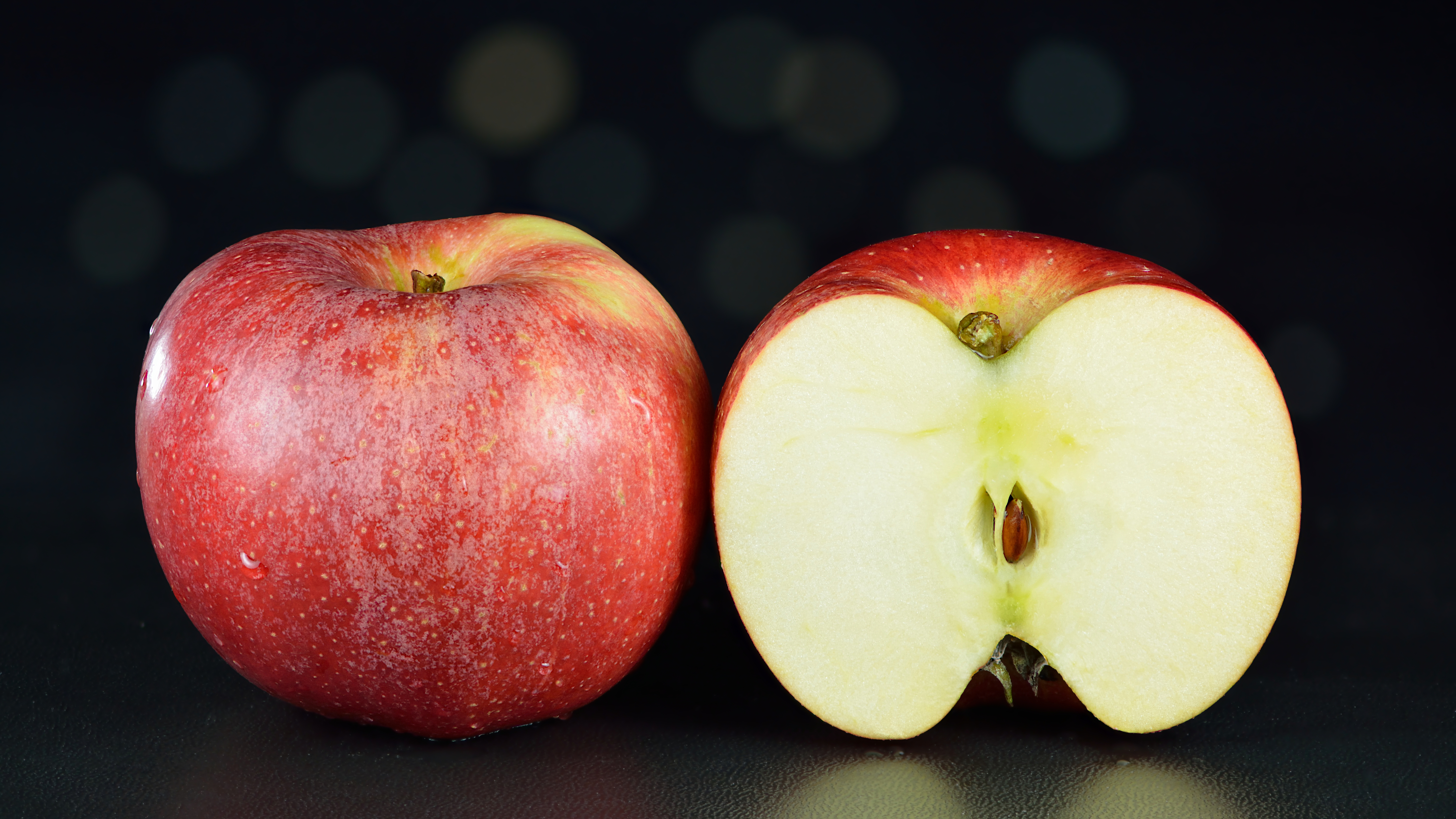
Royal Gala

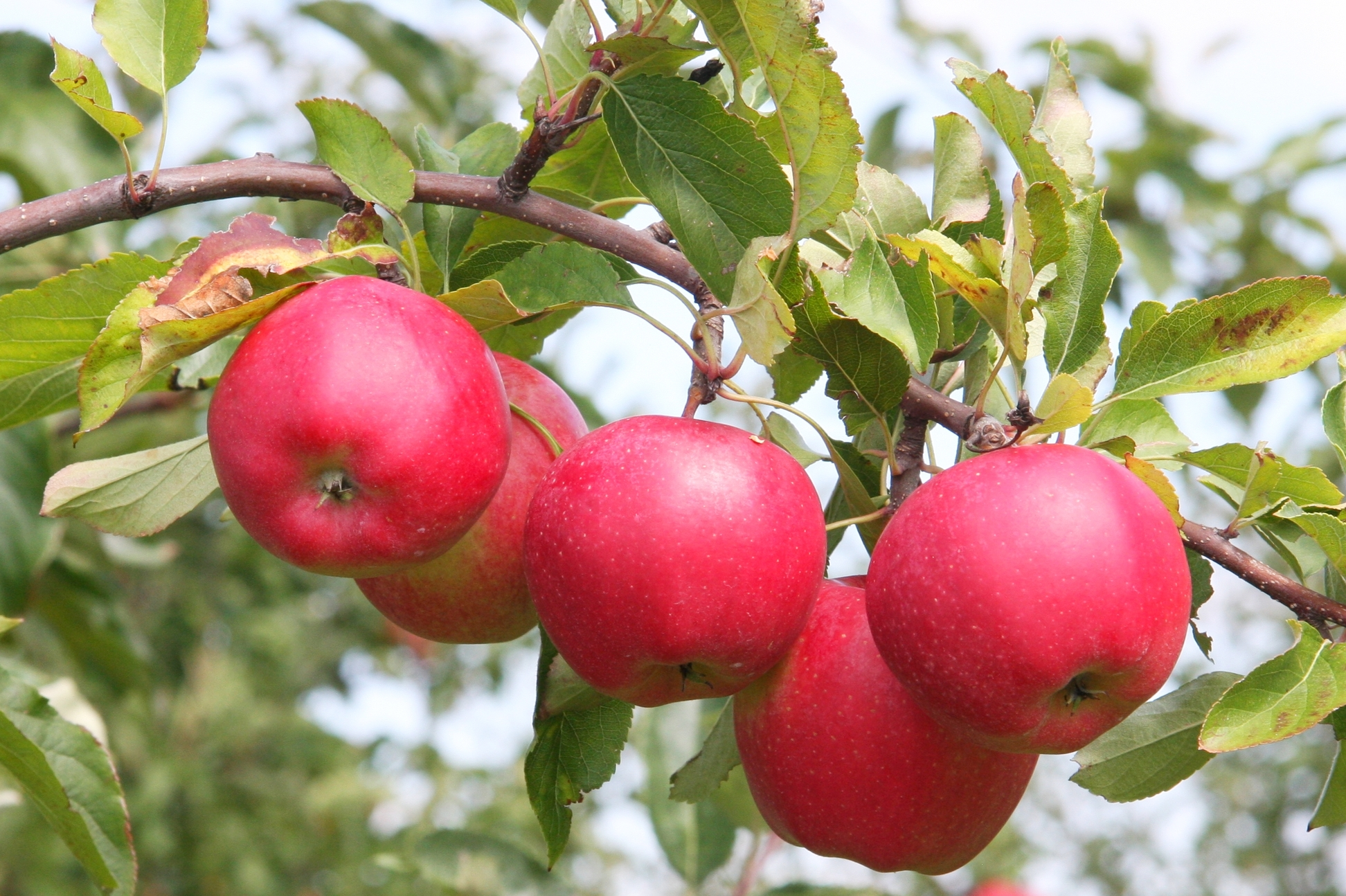
Owoce Gala Must czerwonego sportu Gali

Znane są dość liczne mutanty tej odmiany. Od odmiany podstawowej sporty różnią się przede wszystkim wielkością rumieńca oraz jego barwą i intensywnością. Najważniejszymi są: 
- Gala Must (Regal Prince Gala, Regal Queen Gala) - intensywny, rozmyty, karminowy rumieniec, pokrywający co najmniej 3/4 owocu, kształt jest bardziej zaokrąglony a wielkość większa,
- Royal Gala - rumieniec paskowany z charakterystycznymi chimerami,
- Mondial Gala (Mitchgla) - charakteryzuje się czerwono-karminowym, paskowanym rumieńcem, pokrywającym od 3/4 do całej powierzchni owocu,
- Imperial Gala
- Gala Schniga (Gala Schnitzer Schniga) - kolor mają ciemnoczerwony w paski, jabłko wcześnie się wybarwia